# Lennart Orehag
Nils Lennart Helge Orehag, född 15 februari 1925 i Gävle, död 8 mars 2012 i Danderyd, var en svensk ämbetsman inom skolsektorn, samt landshövding i Skaraborgs län 1986–1990.
Lennart Orehag avlade studentexamen 1945, folkskollärarexamen 1947 och studerade vid Stockholms universitet 1960–1963. Han blev skolchef i Kälarne landskommun i Jämtlands län 1954, byrådirektör vid Skolöverstyrelsen 1960, biträdande skoldirektör i Norrköping 1963 och skoldirektör i Västerås 1966. Orehag blev överdirektör vid Skolöverstyrelsen 1978 och var dess generaldirektör 1981–1986.
Orehag var landshövding i Skaraborgs län 1986–1990.
Han var ledamot i olika utredningar och kommittéer, ordförande i organisationskommittén för Utbildningsradion och integrationsutredningen, styrelseledamot i Universitetskanslerämbetet 1978–1981 och ordförande i Sällskapet för folkundervisningens befrämjande.